# Gabriel Machado
Gabriel Teixeira Machado (Porto Alegre, 2 de setembro de 1989)  é um futebolista que possui dupla nacionalidade: brasileira e italiana. Na Europa é conhecido simplesmente como Machado. Atua como atacante. Foi revelado pelo Juventude aos 17 anos.

## Carreira
Aos nove anos começou a jogar nas categorias de base do Sport Club Internacional, transferindo-se aos quatorze anos para o Juventude. Jogou a Copa Internacional Cidade de Canoas - sub 17 atuando ao lado de jogadores como Alexandre Pato, Sidnei do Benfica e Anderson (ex-Grêmio), no  estádio do Universidade Sport Club pela Seleção Gaúcha SUB-17 em 2005, no qual perderam apenas para a seleção brasileira.
Estreou profissionalmente em 2007 pelo Juventude no Campeonato Gaúcho, diante do Novo Hamburgo. Na sua primeira temporada como profissional atuou em cinco partidas do campeonato gaúcho, marcando três gols, sendo um dos principais  jogadores do Juventude nesse campeonato, levando-o para a final do Gauchão diante do Grêmio, marcando um gol. Também atuou no Campeonato Brasileiro Série A - 2007.

## Europa
Em janeiro de 2008 com apenas 18 anos foi reforçar o plantel do Grasshopper Zürich o clube é o maior vencedor do futebol suíço, com o maior número de títulos conquistados no país. No Zürich, Gabriel atuou na UEFA Europa League contra o Lech Poznań e Copa Intertoto da UEFA. Emprestado ao Nyon em 2009, jogou 10 partidas marcando 4 gols, permanecendo no clube até o final de seu contrato.
E após uma temporada no Grasshopper Zürich  Gabriel  Machado  assinava  contrato  com o FC Universitatea Cluj-Napoca clube da Liga I Romena, entrando para a história do FC Universitatea Cluj-Napoca na temporada 2009/2010 sendo o estrangeiro que marcou o maior número de gols. Machado foi escolhido pelo público o melhor jogador da 11ª rodada e melhor jogador da Liga 2 temporada 2009/2, recebendo propostas de clubes da Itália e também sendo cogitado para naturalização na Romênia para servir a seleção deste país.
Machado foi contratado pelo FC Steaua București, o maior clube da Romênia, com um vice-campeonato mundial de interclubes, um Troféu das Ligas dos Campeões da Europa, um Troféu da SuperCopa Européia, 23 Troféus do Campeonato Romeno entre outros campeonatos nacionais em 2012.
Teve passagem pelo Rayo Vallecano, clube da Liga Espanhola, e Syrianska FC, clube do Campeonato Sueco de Futebol, em 2013. Atualmente assinou contrato com FC Universitatea Cluj-Napoca, clube do Campeonato Romeno de Futebol .

## Clubes
| Clube                        | País    | Ano       | Partidas | Gols |
| ---------------------------- | ------- | --------- | -------- | ---- |
| Juventude                    |         | 2007      | 7        | 3    |
| Grasshopper Zürich           | Suíça   | 2008-2009 | 19       | 1    |
| FC Stade Nyonnais            | Suíça   | 2009      | 10       | 4    |
| FC Universitatea Cluj-Napoca | Romênia | 2009-2011 | 61       | 16   |
| FC Steaua București          | Romênia | 2011-2012 | 3        | 0    |
| FC Steaua București          | Romênia | 2012-2013 | 1        | 0    |
| Rayo Vallecano de Madrid     |         | 2013      | 0        | 0    |
| Syrianska FC                 |         | 2013      | 4        | 1    |
| FC Universitatea Cluj-Napoca | Romênia | 2014      | 0        | 0    |

## Títulos
Universitatea Cluj
- Universitatea Cluj - Campeão Liga 2